# 無縫塔

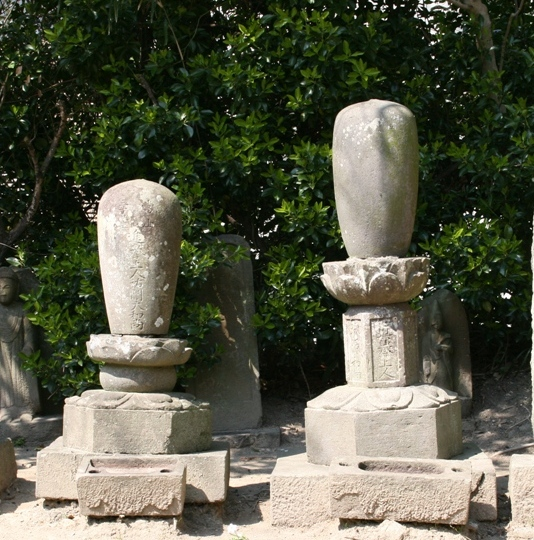
無縫塔 - 安養院(鎌倉市)の墓地

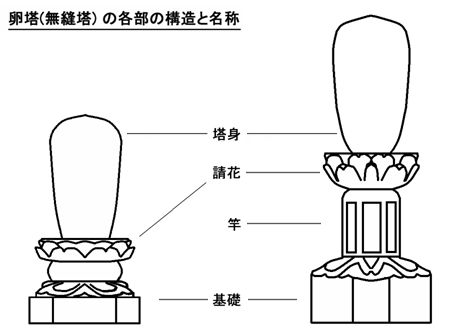
無縫塔の各部と名称

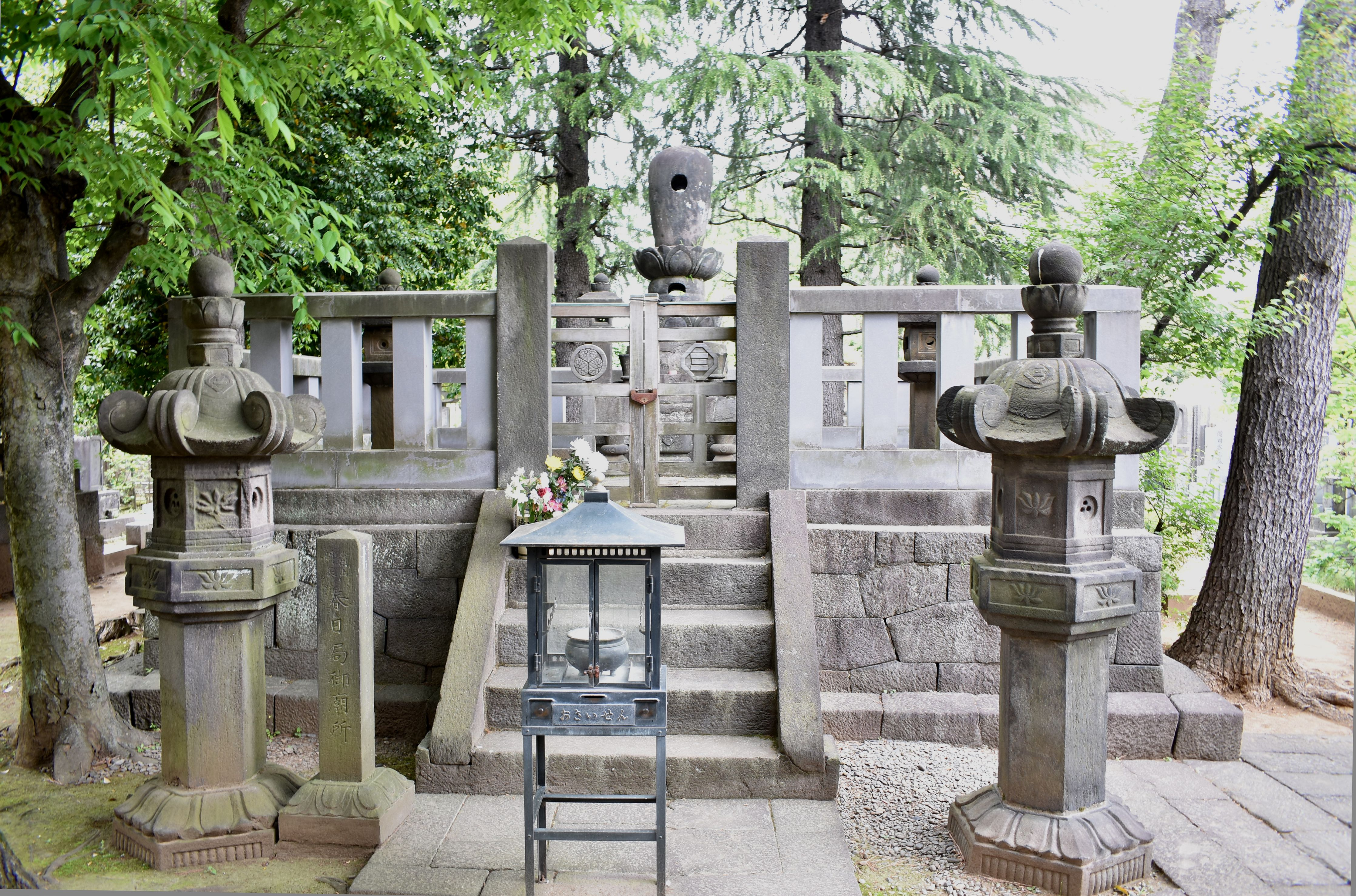
春日局の無縫塔（麟祥院 東京都文京区湯島 2019年4月29日撮影）

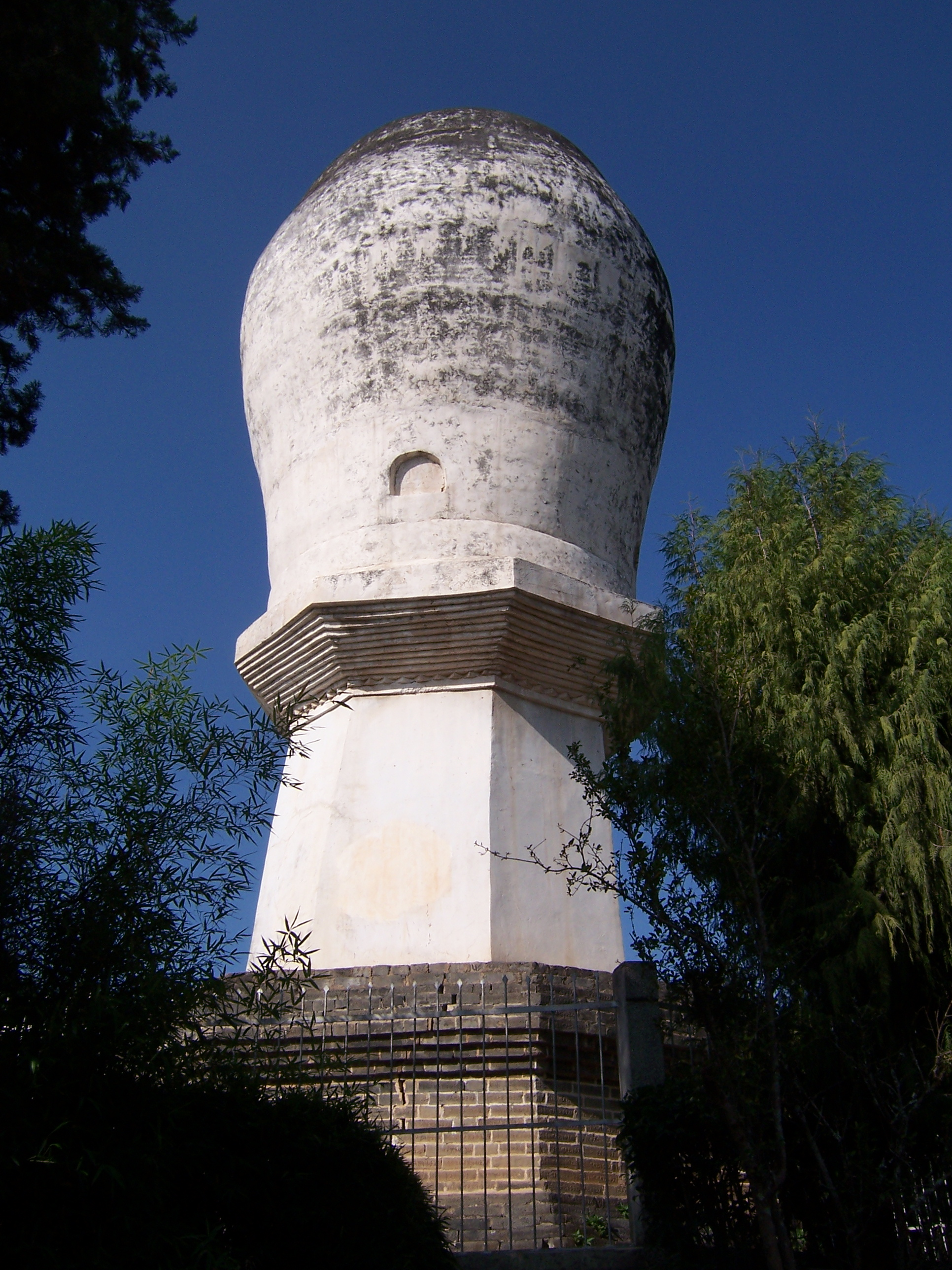
大姚白塔 - 最大の無縫塔

無縫塔（むほうとう）は、主に僧侶の墓塔として使われる石塔（仏塔）。塔身が卵形という特徴があり、別に「卵塔」（らんとう）とも呼ばれる。また、墓場のことを「卵塔場」という。

## 構造
形式としては二種類あり、一つは基礎の上に請花（うけばな）をのせ、その上に丸みをおびた長い卵形の塔身をのせるものである。もう一つは、基礎の上に六角または八角の竿と呼ばれる台座の上に中台、請花、卵形塔身がのる。卵形塔身は前者のほうが長く、後者は低い。基礎の下には脚、返花座（かえりばなざ）が据えられることが多い。また、竿、中台、請花には格座間（こうざま）などの装飾が施されている場合がある。卵形塔身は、時代によって形が微妙に変化する。なお、この卵形塔身に縫い目がない（一つの石だけで構成されている）ことから無縫塔の名がある。
　※太字は図中に記載あり

## 歴史
中世期の石塔は、それまでのもろい凝灰岩から硬質の花崗岩や安山岩の利用といった材質の変化、また関東に入った大蔵系石工の活躍、技術の進歩、大陸から入った禅宗を含む鎌倉新仏教の台頭などによって、複雑な形を持った新たな形式が数多く登場した。平安期からの五輪塔をはじめ、鎌倉期には宝篋印塔、板碑、狛犬などが新たに造られるようになった。
無縫塔も、鎌倉期に禅宗とともに大陸宋から伝わった形式で、現存例は中国にもある。当初は宋風形式ということで高僧、特に開山僧の墓塔として使われた。近世期以後は宗派を超えて利用されるようになり、また僧侶以外の人の墓塔としても使われた。
現在でも寺院の墓地に卵塔が並んでいたら、ほぼ歴代住持の墓である。

## 代表的な遺品
- 泉涌寺（京都府）開山塔　開山俊芿（しゅんじょう：不可棄和尚、大興正法国師）の墓塔。竿を持つ形式の無縫塔としては、確認されている現存最古で安貞元年(1227年)頃のものと推測されている。この他に泉涌寺の歴代十持廟所は45基の無縫塔がある。また円形請花をもったこの泉涌寺塔と似た形式の塔は、関西を中心に複数存在する。
- 大徳寺（京都府）開山塔　開山の宗峰妙超（大燈国師）の墓塔。竿を持たない形式の無縫塔としての現存最古。建武4年(1337年)頃のもの。
- 建長寺（神奈川県）開山塔　宋出身で開山の蘭渓道隆（大覚禅師）の墓塔。境内奥の廟所にあり、見ることはできない。没後一周忌の弘安2年（1279年）に造立。